# Петтендорф
Петтендорф (нім. Pettendorf) — громада в Німеччині, розташована в землі Баварія. Підпорядковується адміністративному округу Верхній Пфальц. Входить до складу району Регенсбург. 
Площа — 24,59 км2. Населення становить 3504 ос. (станом на 31 грудня 2020).